# Vivissecção

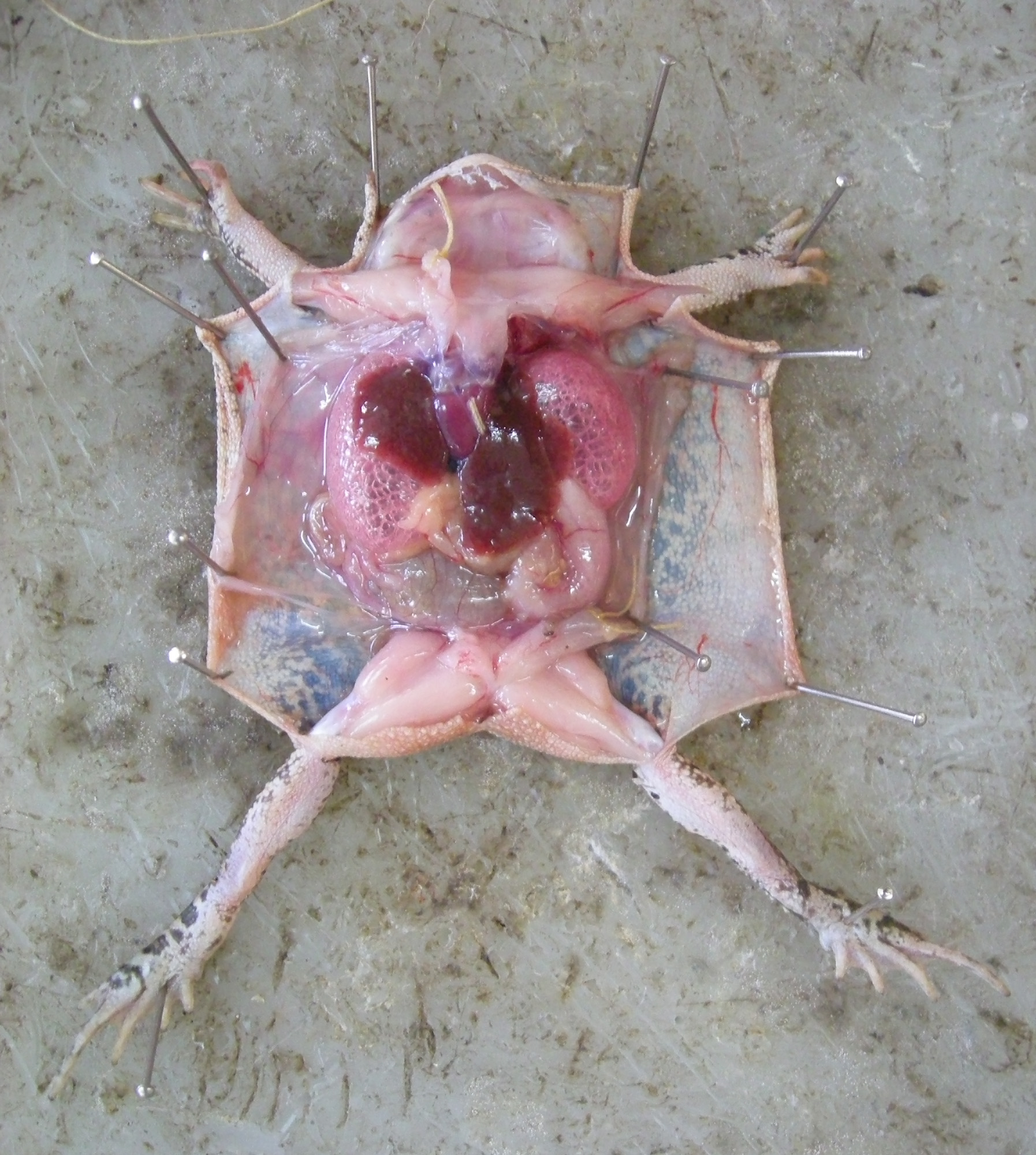
Antes da vivissecção com fins educacionais, se administrou clorofórmio a este sapo da areia comum para induzir anestesia terminal.

A vivissecção é o ato de dissecar um animal vivo com o propósito de realizar estudos de natureza anatomo-fisiológica. No seu sentido mais genérico, define-se como uma intervenção invasiva num organismo vivo, com motivações científico-pedagógicas.
Na terminologia dos defensores de animais, é generalizada como uso de animais vivos em testes laboratoriais (testes de drogas, cosméticos, produtos de limpeza e higiene), práticas médicas (treinamento cirúrgico, transplante de órgãos), experimentos na área de psicologia (privação materna, indução de estresse),  experimentos armamentistas/militares (testes de armas químicas), testes de toxicidade alcoólica e tabaco, dissecação, e muitos outros.

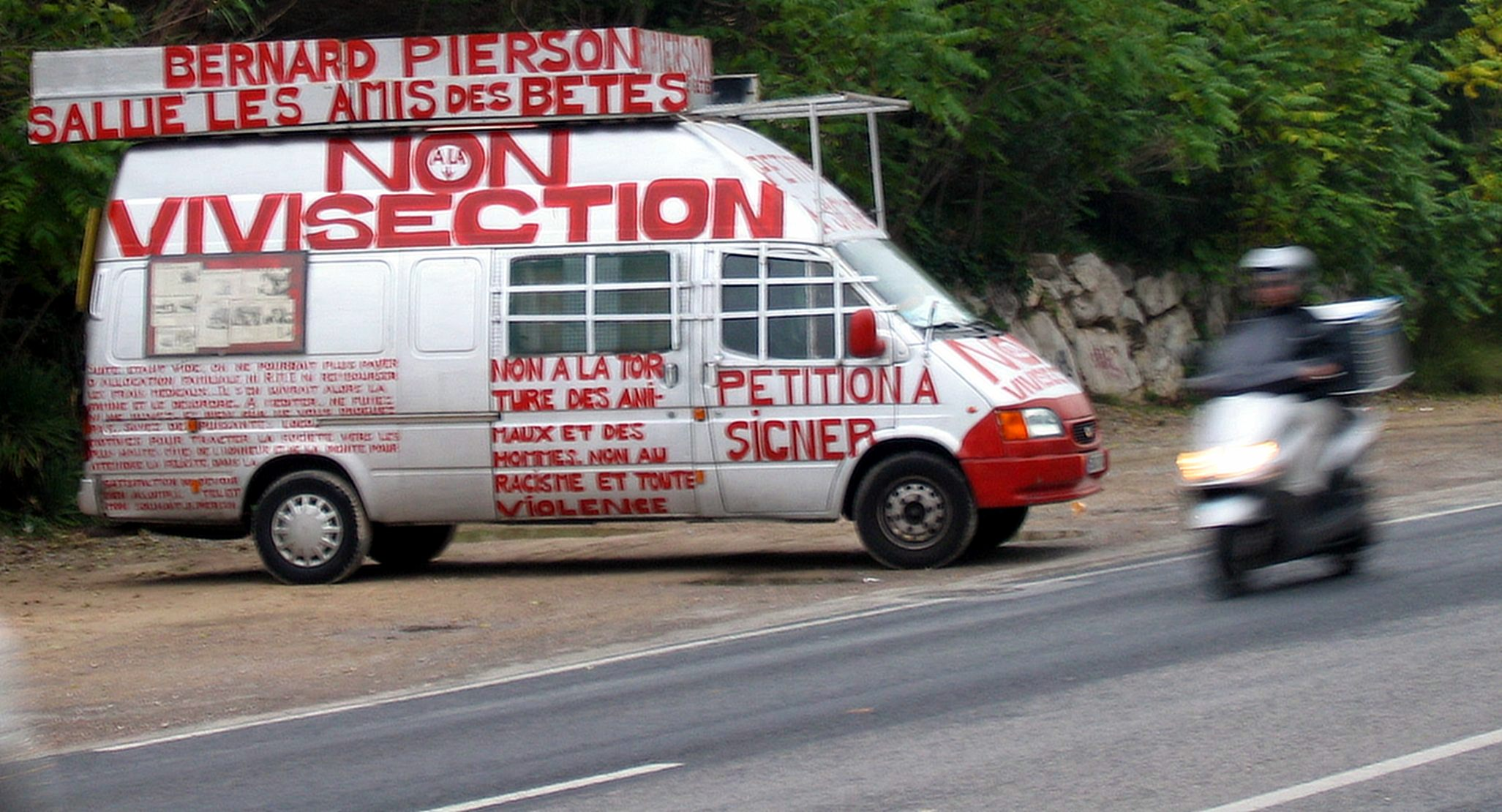
Ativista contra vivissecção

Esta técnica é utilizada em experimentação animal, apesar de ter vindo a ser, gradualmente, substituída por técnicas alternativas não-invasivas. Leis estão também a ser editadas a fim de que sejam preservados os direitos animais, proclamados em assembleia da UNESCO, em Bruxelas, no dia 27 de janeiro de 1978. Os laboratórios devem adequar seus testes sob rígidos códigos de bioética para manterem-se aptos ao uso de animais vivos em seus estudos que buscam a descoberta e compreensão dos mecanismos de funcionamento dos organismos vivos e também encontrar a cura de muitas enfermidades que assolam a humanidade.
Em Portugal, esta técnica é regulamentada, juntamente com outros métodos de experimentação animal, pela Portaria nº 1 005/92 de 23 de Outubro, versada sobre a protecção dos animais utilizados para fins experimentais ou outros fins científicos. Essa legislação prevê que a experimentação em animais deve ser executada exclusivamente por pessoas competentes e em animais devidamente anestesiados.
Já no Brasil encontra-se em discussão um código de leis que regulamentariam o uso de animais em experiências científicas. Os maus-tratos gratuitos a animais (rinha de galo, farra do boi, etc) são crimes ambientais. No Rio de Janeiro, o vereador Cláudio Cavalcanti criou uma lei que proíbe a vivissecção em todo o município. A lei foi sancionada pelo prefeito César Maia.

## Origens
A referência mais antiga à prática da vivissecção atribui-se a Aristóteles, mas a sua utilização sistemática, com intuitos científicos, deve-se a Galeno, no século I DC. Através da vivissecção de primatas e outros animais, descreveu as diferenças estruturais entre os vasos sanguíneos e descobriu que as artérias transportavam sangue, não ar, como estava estabelecido há 400 anos. Constatou também a ligação entre o sistema nervoso e funções como o controle muscular e a expressão oral.
Claude Bernard (1813-1878) introduziu posteriormente o conceito de homeostase com recurso a vivissecção, tendo efectuado estudos fisiológicos com importância reconhecida até hoje.

## Dilema ético
A directiva 86/609/EEC surgiu com o objectivo de proteger os animais usados na vivissecção e de outros procedimentos científicos de modo a minimizar a dor, sofrimento e o stress, salvaguardando desta foma o bem-estar animal.
Segundo Smith & Boyd (1991) para além das considerações filosóficas, evidências práticas e científicas sugerem que todos os mamíferos possam sentir algo semelhante à dor e ao prazer humano, embora qualitativa e quantitativamente diferente. Existem semelhanças na anatomia e fisiologia básica do sistema nervoso, compartilhadas por todos os vertebrados, nomeadamente peixes, aves, répteis e mamíferos. Contudo, quanto maior a distância filogenética entre mamíferos e os restantes vertebrados, mais difícil se torna comprovar a capacidade destes sentirem dor e prazer.
Partindo desta constatação, na sociedade civil e na comunidade científica, emergem sobretudo duas posições antagónicas em relação à utilização de animais para vivissecção.
De acordo com os vivisseccionistas, os benefícios alcançados com o uso de animais são justificados com os resultados obtidos. Acreditam que a pesquisa médica com animais é aceitável se os benefícios obtidos ultrapassarem os malefícios infligidos aos animais. Argumentam que diversos avanços científicos importantes, não seriam alcançados sem o recurso a animais, destacam-se a descoberta para a vacina da difteria (1925), da insulina (1923), o primeiro anestésico não volatil (1950), anti-retrovirais (1990), entre outras.
Por outro lado, um dos argumentos mais utilizados pelos abolicionistas é que o ser humano não tem o direito de decidir sobre a vida dos animais. Defendem ainda o fim do uso destes, alegando a existência de alternativas viáveis. Apresentam como alternativas o uso de simulações matemáticas, modelos computadorizados e culturas celulares, uma vez que consideram o uso de animais um método ultrapassado.

## Pontos de vista
A questão da vivissecção tem dividido a sociedade e os cientistas em três grupos: os vivisseccionistas (ou defensores da vivissecção), os abolicionistas e os defensores dos 3Rs.
Os vivisseccionistas têm defendido a vivissecção como forma importante de pesquisa na cura de doenças e em pesquisas para melhoria da qualidade de vida. Além disso, se torna evidente uma indústria que depende da continuidade de testes in vivo. São vivisseccionistas algumas faculdades, parte da indústria de cosméticos e a indústria farmacêutica de forma geral.
Os abolicionistas propõem o fim da utilização dos animais em testes, pesquisas e métodos acadêmicos por razões científicas e éticas. São abolicionistas a maioria dos grupos de defesa animal e parte da comunidade científica.
Os defensores dos 3R's, Replacement, Reduction and Refinement (substituição, redução e refinamento) encontram na obra de Russel e Burch seu principal fundamento. O livro The Principles of Humane Experimental Technique (Russel & Burch, 1959) foi o ponto de partida para os 3R's e influenciou a legislação relativa aos animais de laboratório no âmbito da experimentação animal.

## 3 R
Replacement (Substituição)Qualquer método científico empregando material não senciente (senciência) pode na história da experimentação animal substituir métodos que usam vertebrados vivos e conscientes.
Reduction (Redução)Métodos para reduzir o número de animais utilizados para obter informação representativa e precisa.
Refinement (Refinamento)Qualquer desenvolvimento que leve a uma diminuição na severidade de processos cruéis aplicados aos animais utilizados.
Posteriormente, Smith (1978) reformulou a definição dos 3R como sendo "todos os procedimentos que podem substituir completamente a necessidade de efectuar experiências com animais, reduzir o número de animais necessários, ou diminuir o sofrimento sentido pelos animais utilizados para o benefícios de humanos e outros animais."
Em Portugal o Decreto-Lei Nº 129/92, de 6 de Junho, a Portaria Nº 1005/92 de 23 de Outubro e a Portaria Nº1131/97, de 7 de Novembro, regulamentam a utilização de animais para fins experimentais e/ou científicos. A DGV é a autoridade portuguesa competente para fiscalizar a aplicação das referidas normas.

## Sugestões de Leitura
- PIMENTA,Luiz Gonzaga; SILVA, Alcino Lázaro da. "Ética e experimentação animal". Scielo, 2005.
- FELIPE, Sônia T. - "Ética e experimentação animal: Fundamentos abolicionistas". Editora da UFSC, 2007.
- GREIF, Sérgio; TREZ, Thales; A Verdadeira Face da Experimentação Animal.